# 太空侵略者 (1978年電影)
《太空侵略者》（宇宙からのメッセージ，Message from Space）為1978年得日本科幻片，日美合作電影。
本片在1980年獲得土星獎提名最佳外語片。

## 製作花絮
原本東映在1976年招集渡邊亮德、平山亨、石森章太郎、矢島信男、佐藤肇等人討論製作電影『星球大戰』（デビル・マンタ）的企畫案，1977年美國導演佐治盧卡斯完成了『星際大戰』，在全球熱映，更促使日本人製作類似星球大戰的科幻片。1978年正剛要定案原本的企畫時，東寶電影公司已經搶先製作『惑星大戰爭』在當年正月公映，原本完成的企畫遭到擱置。
企畫案的會議上，原本平山亨等人推舉伊上勝的『惑星大要塞』為正式劇本進行製作、代替佐藤肇開會的深作欣二對於伊上的劇本有許多不滿意的地方，於是他推薦曾寫過劇本『鐵甲人』和『柳生一族的陰謀』的松田寬夫。
本片總製作費15億日圓、特攝製作費4億日圓，是相當龐大的製作。1978年11月在全美公映。

## 登場武器
- 瑞比號
- 四郎號
- 亞倫號
- 艾摩瑞伊達號
- 加拔那斯巨艦
- 加拔那斯戰鬥機
- 地球主力戰艦 Terra Glory級宇宙戰艦

## 演員表
- 加爾達將軍：維克·莫羅（配音：若山弦藏）
- 漢斯王子（加拔那斯帝國正統繼位者）：千葉真一
- 傑克：岡部正純
- 機器人Beba：清水勇（Beba2號配音：曾我町子）
- 加美撒撒：三谷昇
- Hikiroku：成瀬正
- Big Sam：雷霆杉山（配音：飯塚昭三）
- 宇宙巡邏員福克斯：小林稔侍
- Urrocco：佐藤允
- 幕僚拉扎德：曾根晴美
- 黑暗太公母：天本英世

### 地球聯邦軍
- 聯邦軍司令：傑利伊藤（配音：水島弘）
- 聯邦評議會議長：丹波哲郎
- 地球聯邦軍宇宙戰艦艦長：林彰太郎
- 補佐官：中田博久
- 技師：唐澤民賢

### 宇宙爆走族
- 本鄉四郎：真田廣之
- 艾倫·索勒：菲利普·卡斯諾夫（配音：三景啓司）
- 梅厄龍：佩吉李·布倫南（配音：岡本茉利）
- 梅厄的自家用宇宙船船長：威廉·羅斯（配音：宮川洋一）

### 吉路西亞
- 長老木戶：織本順吉
- 長老孫女Emerarida：志穗美悅子

### 加拔那斯帝國
- 加拔那斯帝國皇帝‧羅賽亞12世：成田三樹夫

## 製作人員

### 本篇
- 導演：深作欣二
- 監製：植村伴次郎、渡邊亮德、高岩淡
- 製片人：平山亨、岡田裕介、西蒙·謝、杉本直幸、伊藤彰將
- 原案：石森章太郎、野田昌宏、深作欣二、松田寬夫
- 編劇：松田寬夫
- 攝影：中島徹
- 美術：三上陸男
- 照明：若木得二
- 錄音：荒川輝彥
- 剪輯：市田勇
- 音樂：森岡賢一郎
- 音樂指揮：木村英俊
- 音樂提供：日本交響樂團
- 副導演：俵坂昭康
- 現像：東洋現像所

### 特攝
- 特效導演：矢島信男
- 特殊攝影：高梨曻
- 操演效果：鈴木昶
- 美術：大澤哲三
- 照明：大西美津男
- 記錄：黑川京子
- 副導演：松本清孝
- 視覺效果：中野稔
- 光學攝影：Den movie effects
- 標題背景說明：渡邊善夫
- 機械設計：石森章太郎、冰魚章（ひおあきら）、青柳誠
- 製作擔當：中村義幸
- 日本語版製作：東北新社
- 製作：東映、東北新社、東映太秦電影村

## 外部連結
- 宇宙からのメッセージ （页面存档备份，存于）
- Message from Space （页面存档备份，存于）
- 『宇宙からのメッセージ』

1. . eBay.   [2025-04-28] （美国英语）.